# Dríope

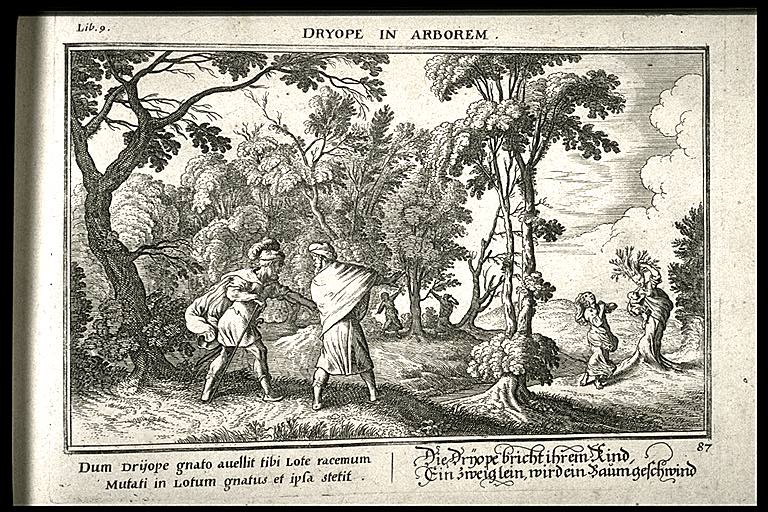
Dríope transformada em lótus; gravura da obra Metamorfoses de Ovídio

Dríope, na mitologia grega era filha do rei Driops ou do rei Eurito. Foi violentada por Apolo, com quem teve o filho Anfiso.
Alguns autores modernos  confundem Dríope filha de Driops com Penelopeia, filha de Dryopos, que foi seduzida por Hermes, na forma de uma tartagura; desta relação nasceu Pã.
Segundo Ovídio, em um discurso proferido por Íole, Dríope era sua meia-irmã. Dríope era a mais belas das virgens da Ecália, única filha do primeiro casamento do pai de Íole e, mesmo tendo sido violentada por Apolo, se casou com Andraemon. Da relação com Apolo nasceu Anfiso.
Anfiso, com menos de um ano de idade, estava com Dríope quando esta foi colher flores e caiu na armadilha da ninfa Lótis, que havia se transformado em árvore para fugir da luxúria de Príapo. Dríope ficou presa na raiz, e depois foi coberta por lótus; nem Íole nem Andraemon, marido de Dríope, conseguiram salvá-la, e apenas o seu rosto, com lágrimas saindo dos olhos, manteve a semelhança do que ela era.
No seu livro História da Mitologia, Thomas Bulfinch conta a história de Dríope mais detalhadamente. Segundo Bulfinch, Dríope e Iole eram irmãs. A primeira era esposa de Andrêmon, amada pelo marido e feliz com o nascimento do primeiro filho. Certo dia, as irmãs caminhavam pela margem de um rio que descia suavemente até junto da água, ao passo que a parte mais alta era recoberta de mirtos. As duas tencionavam colher flores, a fim de tecerem guirlandas para os altares das ninfas, e Dríope trazia a criança no regaço, e amamentava-a, enquanto caminhavam. Perto da água, crescia um lótus, repleto de flores de cor púrpura. Dríope colheu algumas e ofereceu-as à criancinha, e Iole ia fazer o mesmo, quando percebeu sangue escorrendo nas hastes de onde sua irmã colhera as flores. A planta não era outra senão a ninfa Lótis, que fugindo de vil perseguidor, fora metamorfoseada em planta. Foi o que as duas irmãs ficaram sabendo pelos habitantes da região, quando já era demasiadamente tarde.
Horrorizada, quando percebeu o que havia feito, Dríope tentou fugir dali, mas sentiu os pés enraizados ao solo. Tentou arrancá-los, mas só pôde mover os membros superiores. Aos poucos, a dureza da madeira foi subindo pelo seu corpo e ela, angustiada, tentou arrancar os  cabelos, mas viu as mãos cheias de folhas. A criança sentiu que o seio materno começara a enrijecer-se e o leite cessava de correr. Iole contemplou o triste destino da irmã, sem poder socorrê-la. Abraçou-se com o tronco que crescia, como se pudesse impedir a continuação da metamorfose, e teria de bom grado sido envolvida pelo duro córtex. Neste momento, surgiram o pai de Dríope e seu marido Andrêmon, e, quando perguntaram por Dríope, Iole apontou-lhes o lótus recém-formado. Abraçaram-se com o tronco, ainda quente, e cobriram suas folhas de beijos.
Nada mais restava de Dríope, a não ser o rosto. As lágrimas continuavam a escorrer-lhe dos olhos, caindo sobre as folhas, e, enquanto podia, ela falou:
- Não sou culpada. Não mereço esse destino. Não injuriei pessoa alguma. Se eu disse falsidades, possa minha folhagem perecer com a seca e meu tronco ser cortado e queimado. Tomai este menino e entregai-o a uma ama. Traga-no sempre para estar nutrido sob meus ramos e brincar à minha sombra. E quando ele tiver crescido bastante para falar, ensinai-o a chamar-me de mãe e dizer, com tristeza: "Minha mãe está sob este córtex." Que ele seja cauteloso ao andar pelas margens dos rios e colher flores, lembrando-se de que cada moita de arbusto que vê pode ser uma deusa disfarçada. Adeus, querido esposo, irmã e pai. Se ainda me tendes amor, não deixeis que o machado me fira, nem que os rebanhos mordam e dilacerem meus galhos. Como não posso aproximar-me de vós, subi e beijai-me; e, enquanto meus lábios continuarem a sentir, erguei meu filho, para que eu possa beijá-lo. Não posso mais falar, pois o córtex avança até o pescoço e em breve atingirá meu rosto. Não precisais fechar-me os olhos, o córtex os fechará sem vossa ajuda.
Então os lábios cessaram de mover, e a vida extinguiu-se; mas os ramos conservaram durante algum tempo mais o calor vital.